# Jens Rathke
Jens Rathke (* le 14 novembre 1769 à Christiania ; † le 28 février 1855 à Christiania) est un naturaliste norvégien.